# Pilisvörösvár
Pilisvörösvár é uma cidade da Hungria, situada no condado de Peste. Tem 24,3 km² de área e sua população em 2019 foi estimada em 14.148 habitantes.